# Ристна (маяк)
Маяк Ристна (эст. Ristna tuletorn) — маяк, расположенный на полуострове Кыпу (остров Хийумаа, Эстония).

## Описание
Маяк Ристна красный, с белой шестигранной башней, с балконом и фонарём. Высота маяка 29,5 метра. В 1920 году для устойчивости маяк был покрыт бетоном.

## История
Маяк Ристна был построен в 1874 году из деталей, изготовленных в Париже. Основной причиной решения о строительстве маяка было намерение предупреждать моряков о дрейфе морского льда. В 1915 году маяк получил повреждения во время Первой мировой Войны, затем через пять лет в 1920 году для улучшения устойчивости маяка его покрыли бетоном.

## Галерея

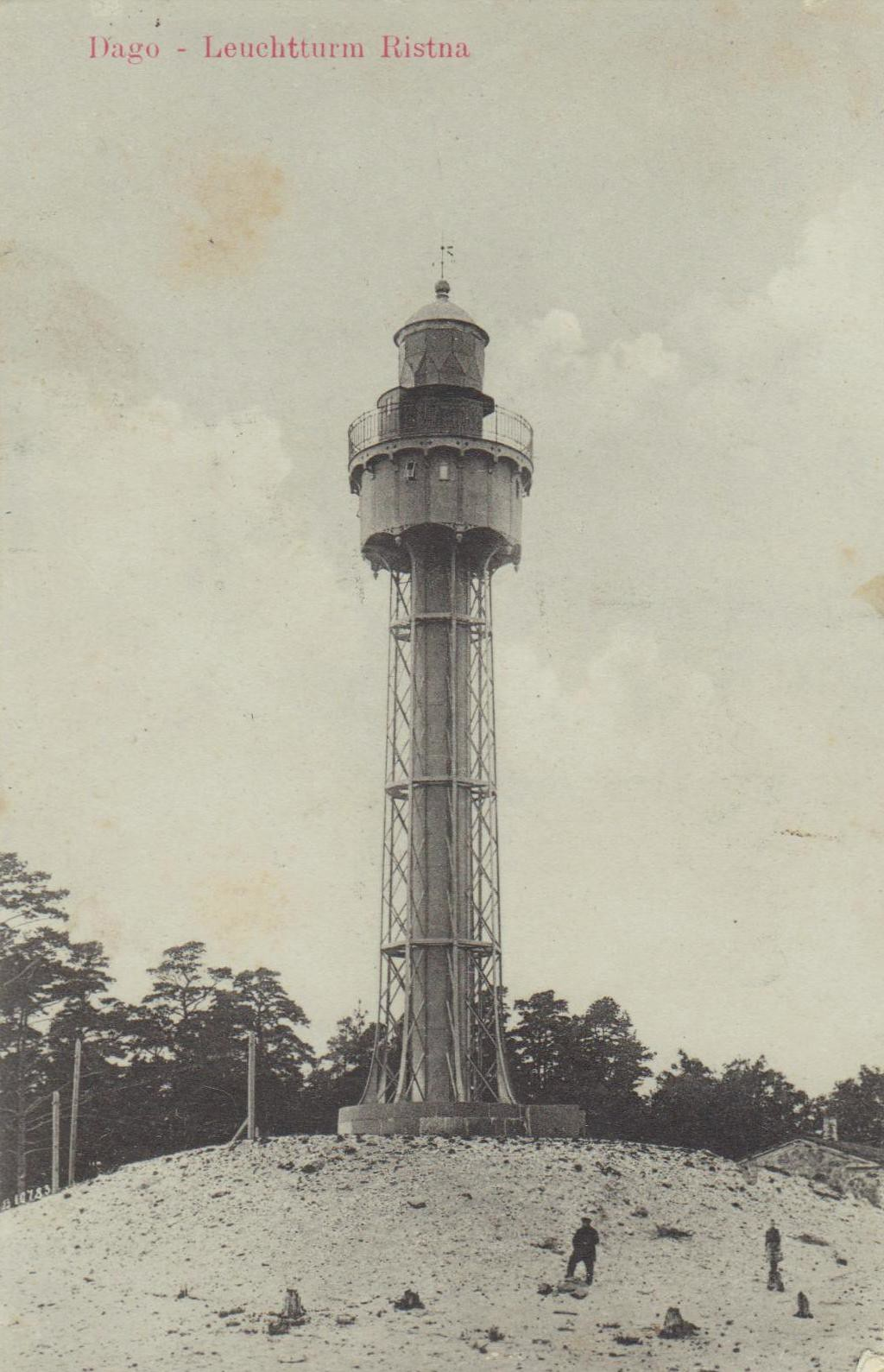
1879
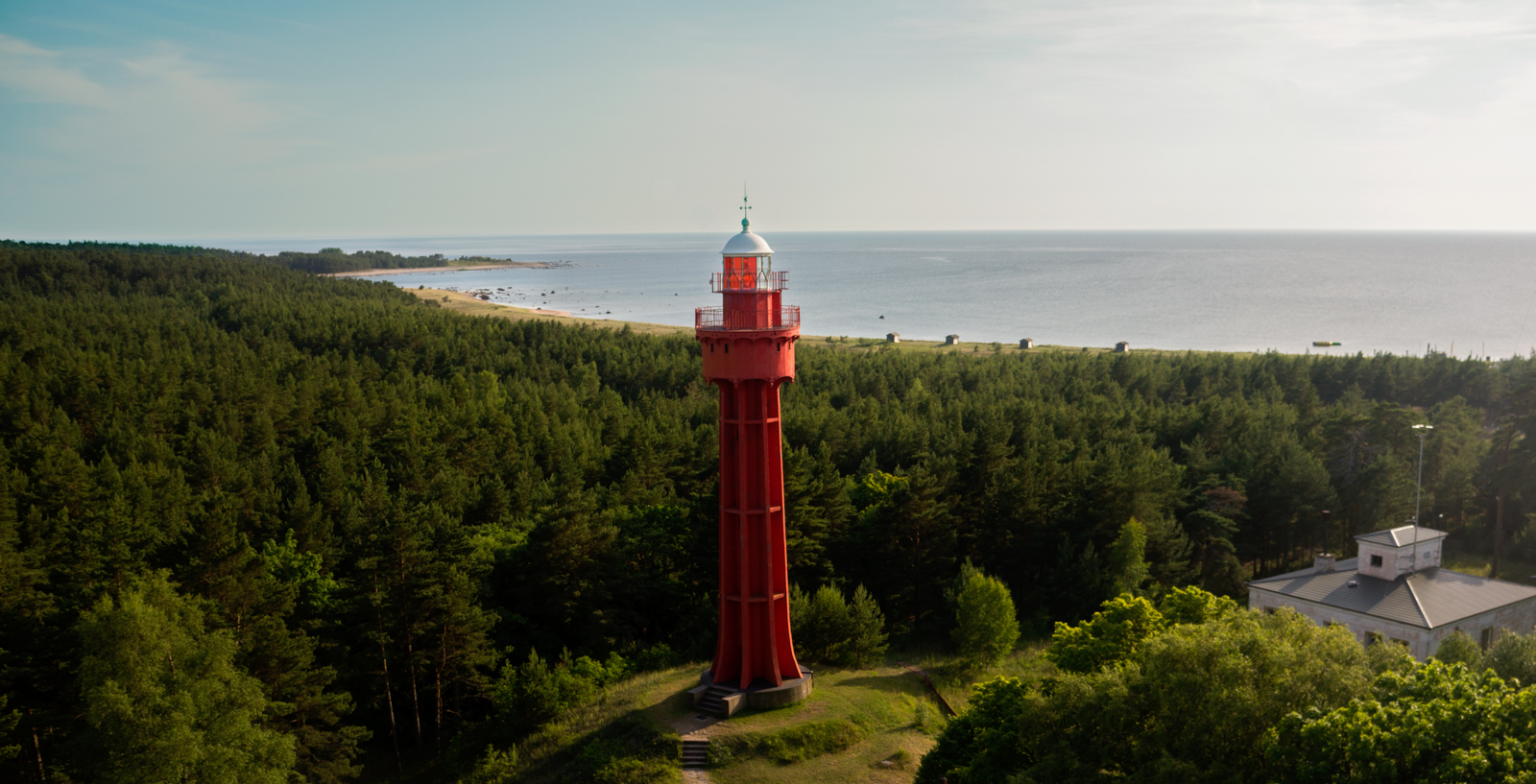
Маяк Ристна (2014)
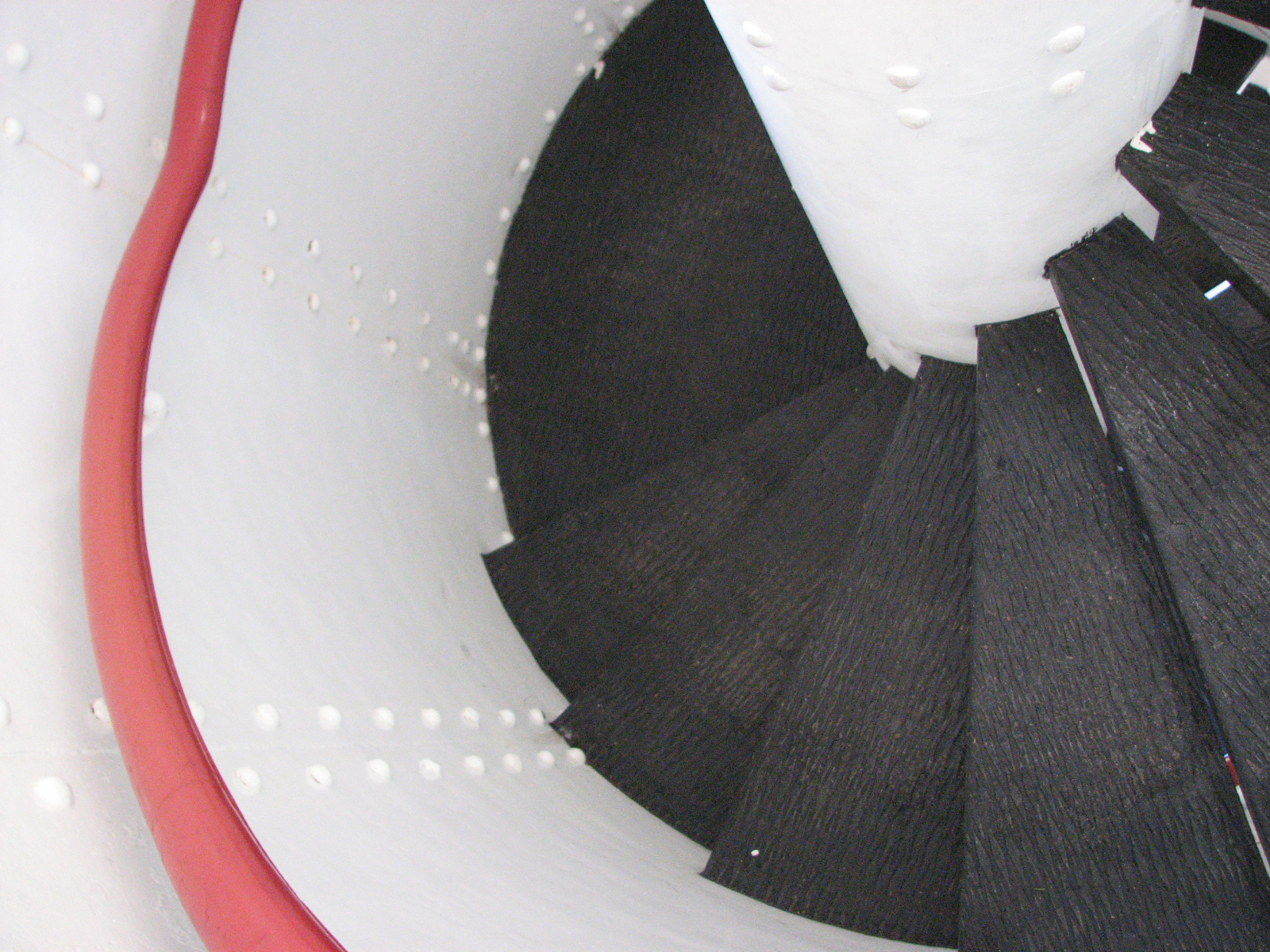
Винтовая лестница
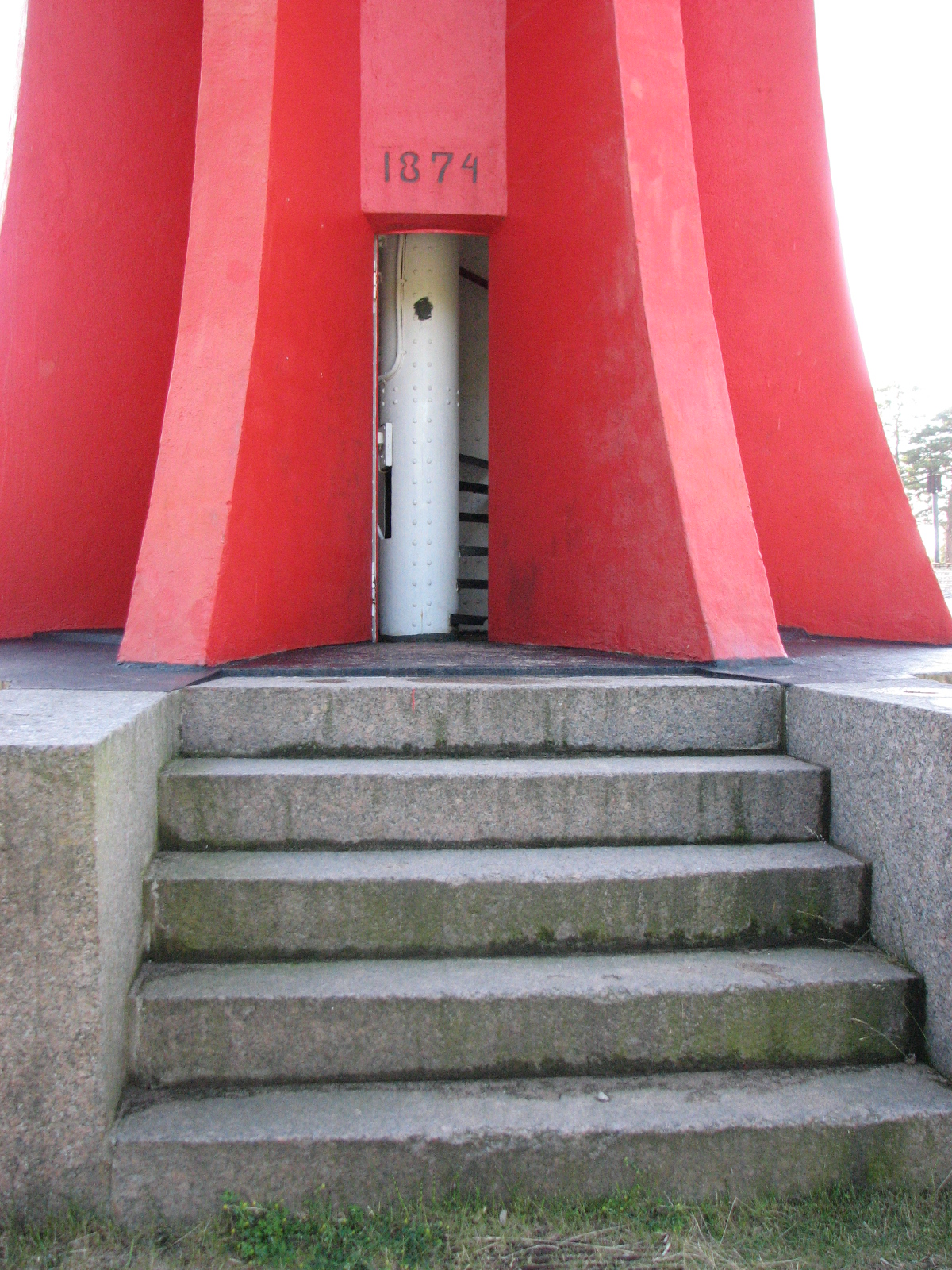
Вход в маяк
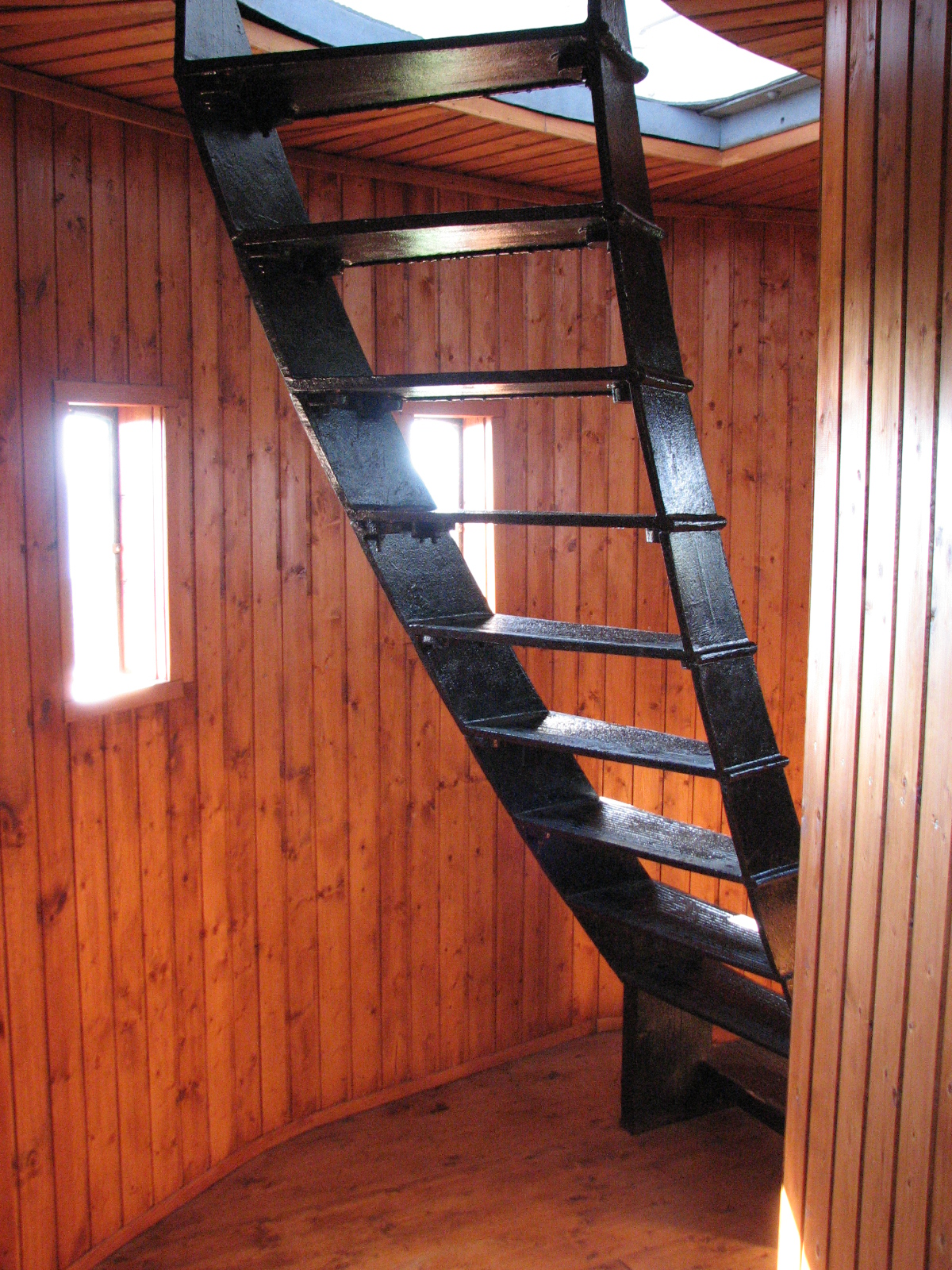
Лестница от камеры наблюдения до открытой площадки
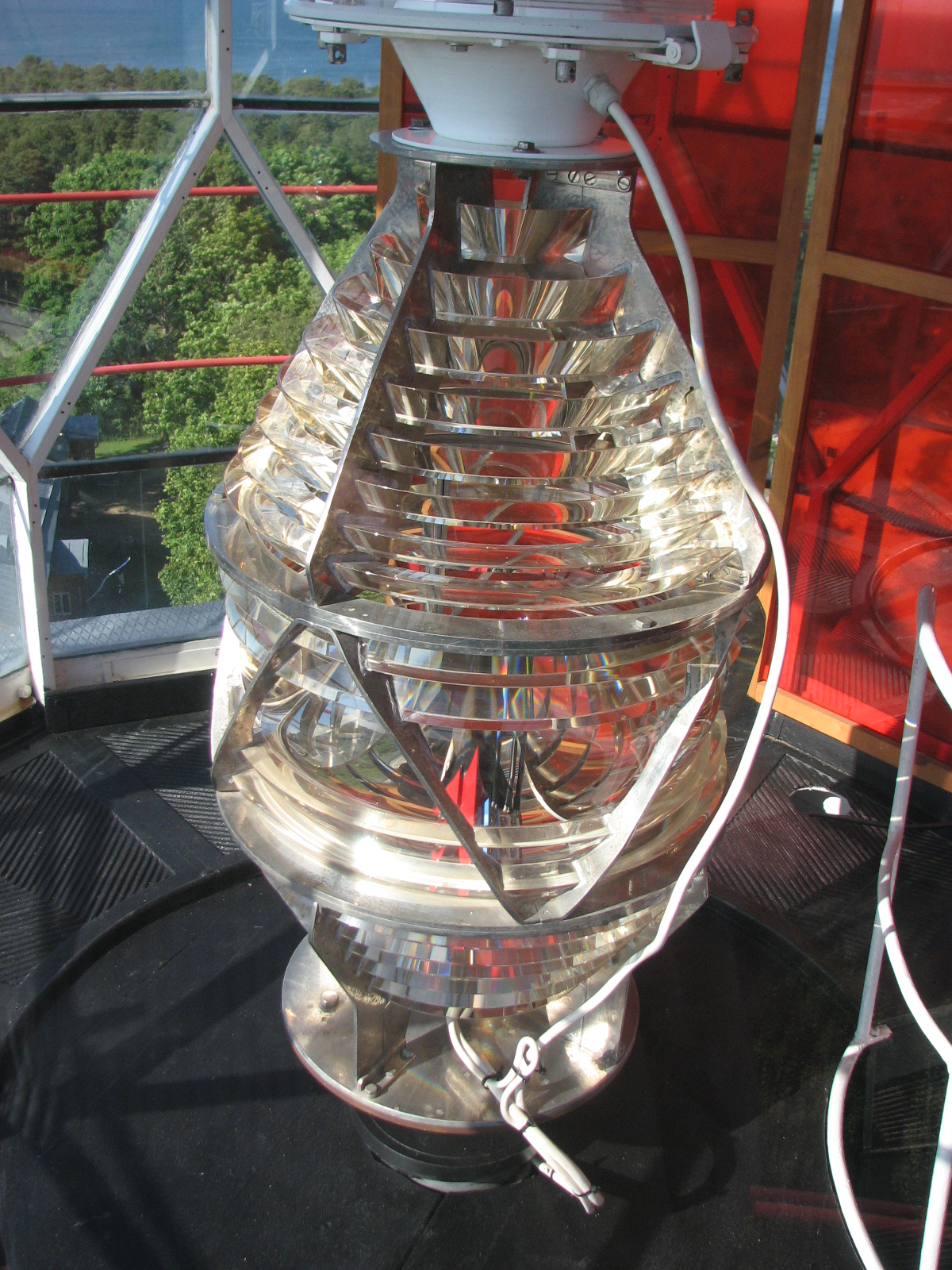
Фонарь